# Nudaria diaphana
Nudaria diaphana là một loài bướm đêm thuộc phân họ Arctiinae, họ Erebidae.